# فمینیسم هیپ‌هاپ

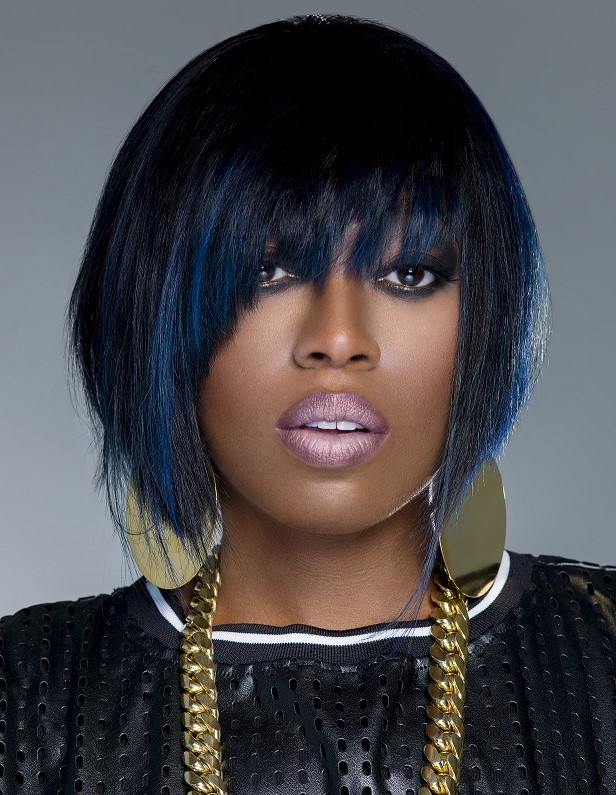
میسی الیوت، یک فمینیست هیپ‌هاپ

فمینیسم هیپ‌هاپ (به انگلیسی: Hip hop feminism) زیرمجموعه‌ای از فمینیسم سیاه‌پوستی است که بر موقعیت‌های موضوعی مربوط به نژاد و جنسیت متمرکز است، به گونه‌ای که تضادهای موجود در فمینیسم سیاه‌پوستی را تصدیق می‌کند، مانند لذت بردن زنان سیاهپوست از موسیقی و فرهنگ هیپ هاپ، به‌جای تمرکز بر قربانی شدن زنان سیاه‌پوست در فرهنگ هیپ‌هاپ به‌دلیل سیستم‌های درهم‌تنیده ستم‌ مربوط به نژاد، طبقه و جنسیت. 
این اصطلاح توسط نویسنده آمریکایی جوآن مورگان، برای زنان سیاه‌پوستی که در دوران پس از جنبش حقوق مدنی و جنبش فمینیستی دهه‌های ۱۹۶۰ و ۱۹۷۰ بزرگ شده‌اند، ابداع شد. 
مورگان توضیح می‌دهد که اصطلاح فمینیسم هیپ‌هاپ را به این دلیل ابداع کرده است که قادر به شناسایی کامل فمینیسم بدون اذعان و پذیرش لذت از موسیقی هیپ‌هاپ زن ستیز و عناصر مردسالاری نبوده است. او توضیح می‌دهد که اصطلاح فمینیسم هیپ‌هاپ برای بیان ابهامات و تناقضات یک فمینیست سیاهپوست بودن استفاده می‌شود که هنوز از جنبه‌های خاصی از جامعه مردسالار و زن‌‌ستیز لذت می‌برد. 
آیشا دورهام، بریتانی سی کوپر و سوزانا موریس در کتاب «فمینیسم هیپ‌هاپ ساخته‌شده در صحنه: مقاله جهت‌گیری‌های جدید»، فمینیسم هیپ‌هاپ را به‌عنوان شکلی از فمینیسم سیاه‌پوستی تعریف می‌کنند که ریشه در تجارب زیسته فمینیست‌های سیاه‌پوست و اعضای دیاسپورای آفریقایی همراه با حق‌های سیاسی پیشین فمینیست‌ها دارد. آن‌ها بر اهمیت باقی ماندن زنان و دختران سیاه‌پوست و زنان و دختران رنگین‌پوست در تحلیل فرهنگ هیپ‌هاپ تأکید می‌کنند.